# Cunday (kommun)
Cunday är en kommun i Colombia.   Den ligger i departementet Tolima, i den centrala delen av landet, 90 km sydväst om huvudstaden Bogotá. Antalet invånare är 10 689. Arean är 526 kvadratkilometer.
Terrängen i Cunday är kuperad åt nordväst, men åt sydost är den bergig.